# Litterae communionis
Litterae Communionis (dal latino: lettere di comunione) era un documento rilasciato dai vescovi cristiani nei primi secoli per dimostrare l'appartenenza alla Chiesa dei primi cristiani che si spostavano da una diocesi all'altra, in modo che potessero essere accolti nella nuova comunità e ricevere i sacramenti.